# 付合
付合（附合、ふごう）とは、添付の一類型で、2個以上の物が結合すること。不動産の付合と動産の付合とがある。付合により生じた物を付合物あるいは合成物という。付合について日本の民法は242条以下に規定をおいている。通常、別個の物が結合する場合には契約関係に基づいて所有権の帰属関係が処理されるので、付合の規定が問題となる場面は少ない。
なお、平成16年民法改正による現代語化により「附合」から「付合」に表記が改められている（第243条の「毀損」の文言も「損傷」に改められている）。
- 民法について以下では、条数のみ記載する。

## 所有権の帰属

### 不動産の付合

#### 概要
所有者の異なる2つ以上の物が、結合によって社会的・経済的に1つの物とみられる関係に至ることを添付といい、付合はその一類型である。
不動産の所有者は、当該不動産に従として付合した物の所有権を取得する（242条本文）。ただし、権原によって附属された物は付合しない（同条ただし書）。
つまり、ある水田に無関係の者が勝手に種を播いた場合、その苗は水田と一体になったとして（＝付合して）水田の所有者の所有物となるが、当該水田を借り受けて（＝権原によって）種を播いた場合には、その苗は種を播いた者の所有物になる、ということである。
付合のほかに加工の規定が関わる特殊な事例として最判昭和54年1月25日民集33巻1号26頁がある。
なお、添付については強行規定である。したがって、添付が生じた場合の旧所有者からの復旧請求は封じられる。しかし、添付によって生じた加工物の所有権を誰にするかについては任意規定である。

#### 法的構成
- 通説
付合の規定が置かれている趣旨は結合した物の分離が社会経済上不利益であることを理由としている[2]。
- 取引観念説（取引安全説）
付合の基準は物理的に損傷せずに分離できるか否かではなく取引通念上独立の物として扱われるべきか否かによる[2]。

#### 不動産相互の付合
- 土地と建物
日本法では建物を土地とは別個の不動産として把握している。土地と建物を別個とする法制度のもとでは土地と建物の付合はあり得ない[4]。他人の所有地に建物を建てた場合、当該建物は建てた者の所有物となる。つまり、無権原者が建物を建てた場合、土地所有者は当該建物の収去を請求できるが、当該建物の所有権を取得することはない。
他方、外国法においては建物が土地に付合するのがローマ法以来の原則（「地上物は土地に従う」）である。つまり、土地所有者でない者が建物を建てた場合、その建物は土地所有者の所有物となってしまうということである。

- 建物と建物
複数の建物が結合して独立性を失うときには付合を生じうる[4]。

### 動産の付合
所有者を異にする数個の動産が、付合により、損傷しなければ分離することができなくなったときは、その合成物の所有権は、主たる動産の所有者に帰属する。分離するのに過分の費用を要するときも、主たる動産の所有者に帰属する（243条）。取り外しが容易である場合には付合を否定すべきと考えられている。主従の区別をすることができないときは、各動産の所有者は、その付合の時における価格の割合に応じてその合成物を共有する（244条）。
なお、動産の付合の規定は混和の場合に準用されている（245条）。

## 第三者の権利
付合により物の所有権が消滅した場合は、その物について存在する（第三者の）他の権利も消滅する（247条1項）。
そして、物の所有権の消滅の代わりに、物の所有者が合成物の単独所有者となった場合は、物について存在する他の権利は合成物について存在することになる。
また、物の所有者が合成物の共有者となった場合は、物について存在する他の権利は合成物の持分について存在することになる（247条2項）。

## 償金請求権
所有権を失うなど損失が発生した場合は当事者間の公平を図るため、所有権を失うなど損失を受けた者は、損失について不当利得の規定（703条、704条）に従い、その償金を請求することができる（248条）。
付合による所有権の取得は法律の規定に従ったものであるから、703条の「法律上の原因なく」にあたらず不当利得とはいえないが、償金請求権は不当利得返還請求権と本質的には同一の権利である。
なお、新所有権を前提にそれによって損失を受ける者の救済に関する規定（償金請求権に関する規定）も任意規定である。